# 西屯区

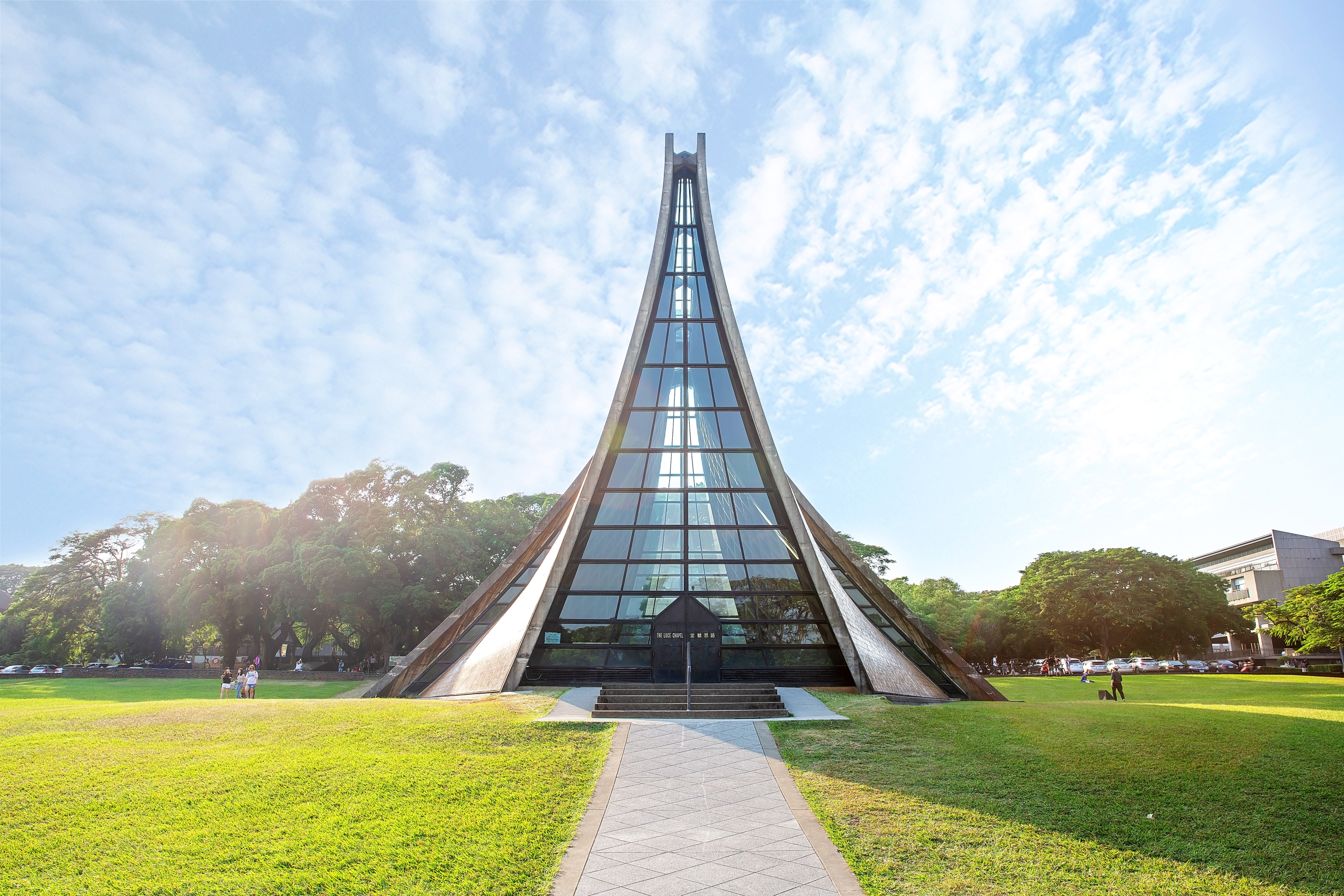
東海大学内の路思義教堂

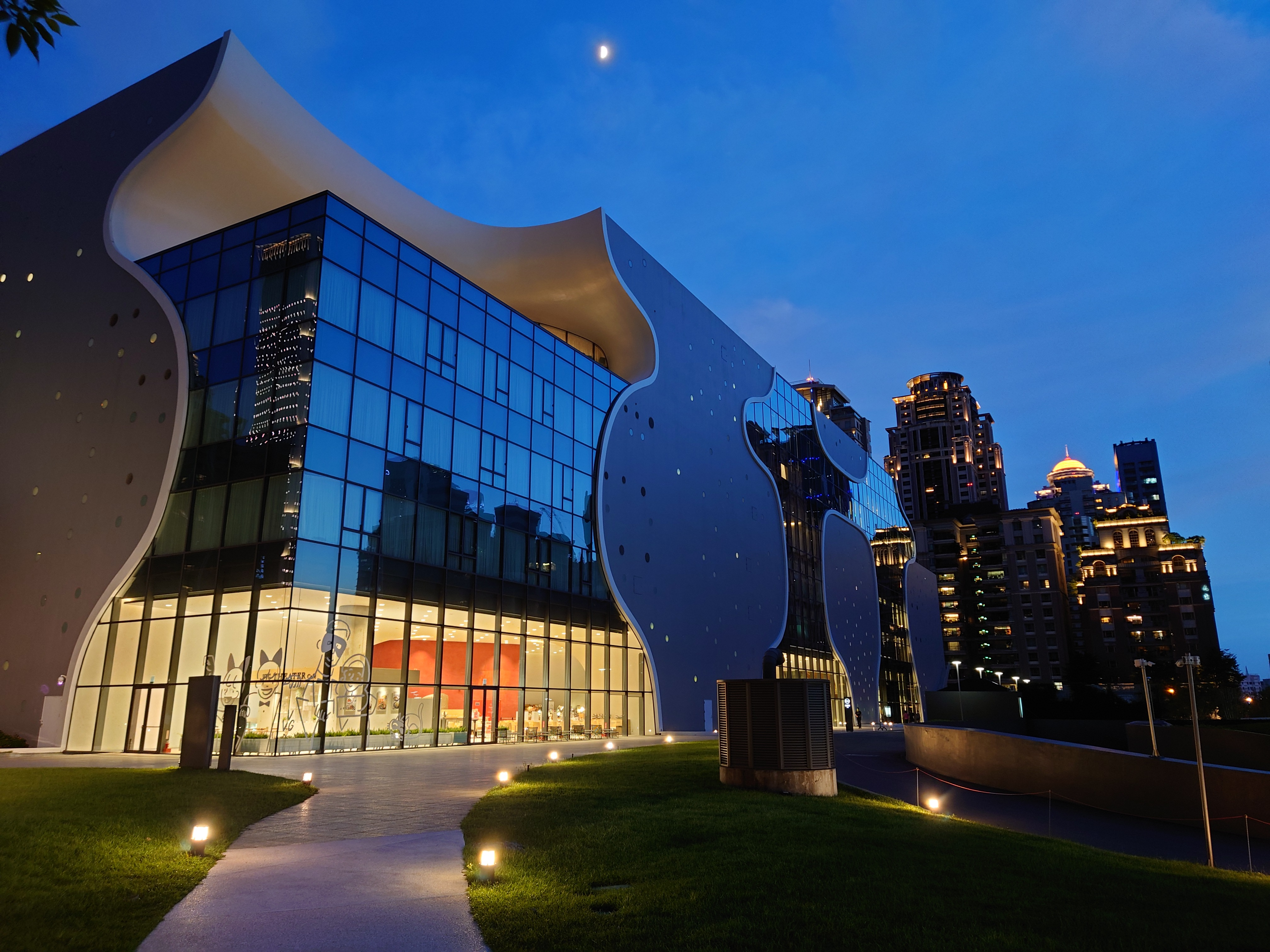
台中大都会歌劇院

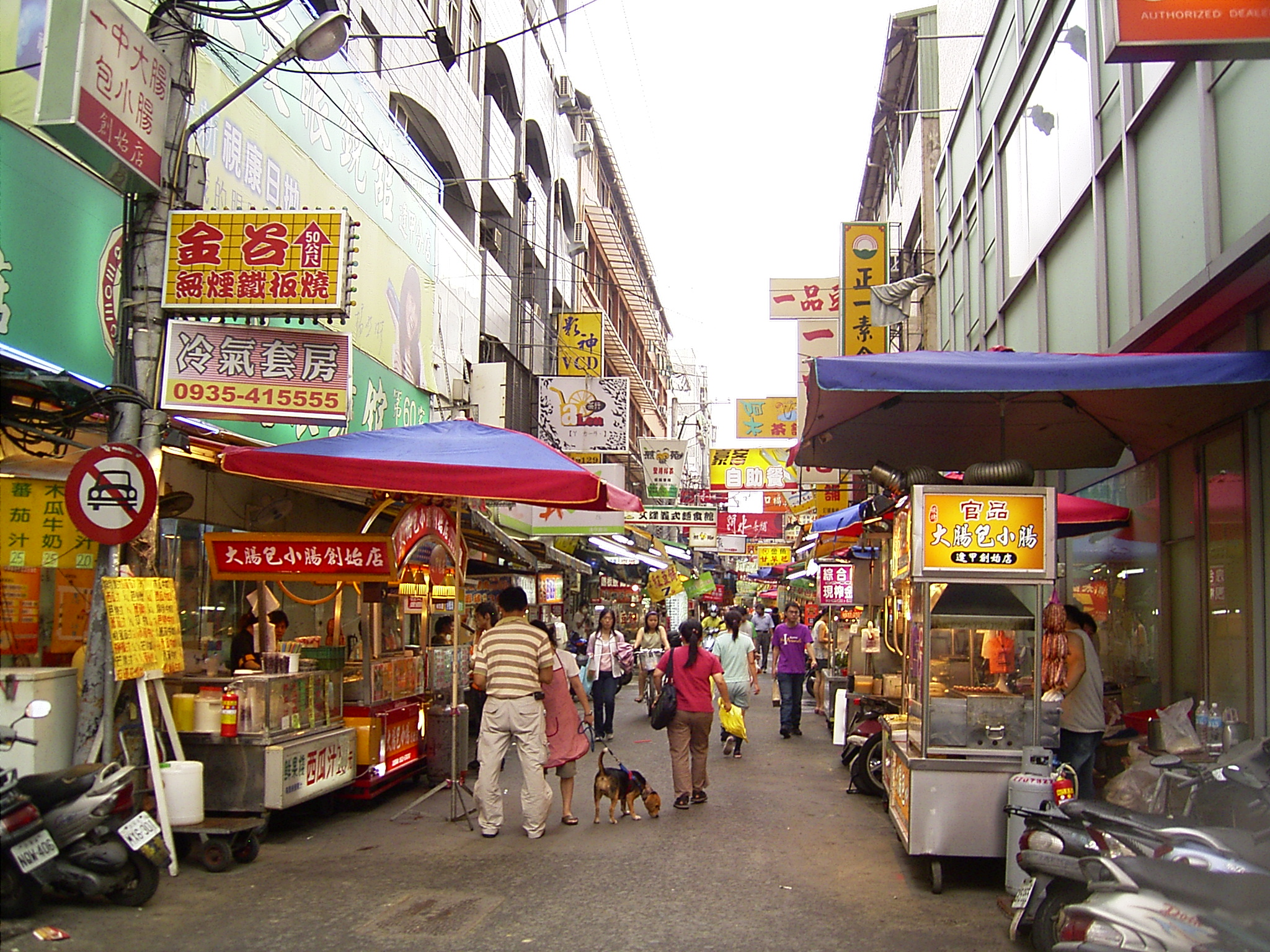
逢甲夜市の「弁当街」

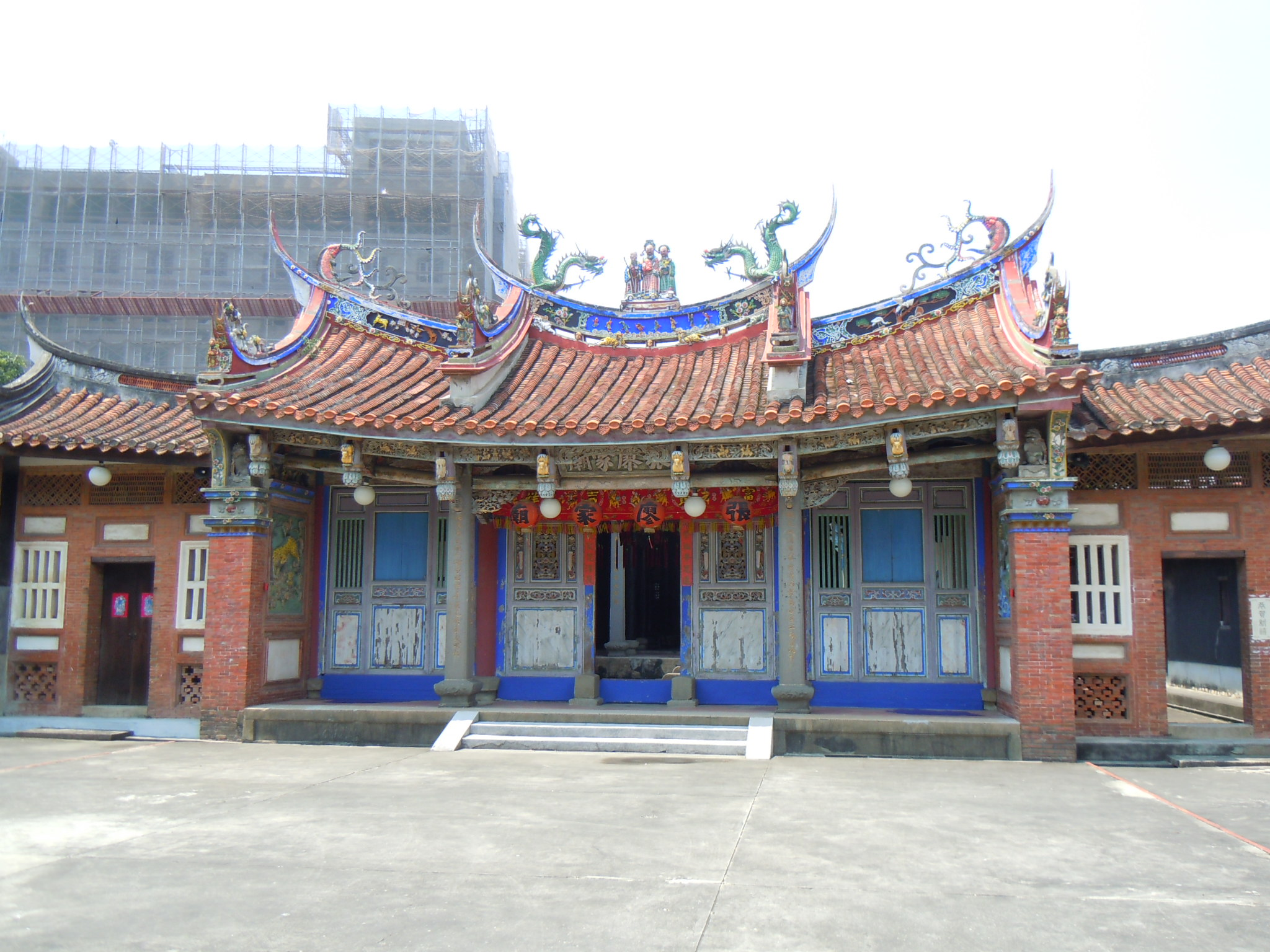
張廖家廟（承祜堂）

西屯区（シートゥン/せいとん-く）は、台中市の市轄区。

## 歴史
西屯は元来平埔族拍宰海族（Pazehe）の居住地であった。伝承によれば1701年に王成楚が170人を率いて犁頭店（現在の南屯区
）よりこの地に移住し、水田を開墾したのが始まりと言われている。1716年には岸裡社の総土官であった阿莫が当時の諸羅県知県周鐘瑄に対し開墾の要望として「東至大山，西至沙轆地界大山，北至大溪，東南至阿里史，西南至梀加頭地」との文書を提出しており、文中の大姑婆が現在の西屯区上下石牌付近とされる。道光年間には集落が発展し街が形成され西大墩街と称されていた。また筏子渓河岸の馬龍潭（馬璘潭、馬鳴潭とも)は康熙末年には入植が進み余文儀が編纂した『台湾府志』によれば乾隆年間中期には馬龍潭と水崛頭の間に集落が形成されていたとの記録がある。これらの記録により道光年間，西大墩、水崛頭、馬龍潭、港尾、上石牌、下石牌などの地域が開発されたことを窺い知ることができる。道光年間には彰化より烏日、南屯、西屯を経て大雅に至る南北交通網、現在の光明路が形成され、光緒年間には東大墩北門より西大墩、大肚を経て沙鹿に至る現在の西屯路が整備され、台湾中部の商業の中心地として西屯が栄えていた。
清代には台湾県梀東下堡とされていた西屯だったが、1895年に日本による統治が始まると台中県西大墩区梀東下堡となった。1920年10月1日には西屯庄が設置され、台中州大屯郡の管轄となった。台湾の中華民国への編入後の1946年、台中県大屯区西屯郷と改編され、続いて1947年2月1日に台中市の拡大とともに台中市西屯区となり、現在に至っている。

## 行政区域
| 地区 | 里 |
| ---- | --- |
| 渓西 | 林厝里、永安里、福安里、福雅里、福林里、福瑞里、福聯里、福和里、福中里、福恩里、協和里 |
| 渓東 | 何南里、何成里、何明里、何厝里、何安里、何福里、何徳里、何仁里、何源里、恵来里、大福里、大鵬里、大河里、大石里、鵬程里、逢福里、逢甲里、上徳里、上安里、上石里、潮洋里、龍潭里、至善里、西安里、西平里、西墩里、港尾里、広福里 |

## 教育
| 区分 | 数 | 名称 |
| ---- | -- | --- |
| 大学 | 3  | 東海大学 逢甲大学 僑光技術学院 |
| 高職 | -  | - |
| 高中 | 2  | 台中市立文華高級中等学校 台中市立西苑高級中学 東海大学附属高級中等学校 |
| 国中 | 6  | 台中市立安和国民中学 台中市立至善国民中学 台中市立西苑高級中学付属国中部 台中市立漢口国民中学 台中市立中山国民中学 台中市立福科国民中学 |
| 国小 | 12 | 台中市西屯区永安国民小学 台中市西屯区西屯国民小学 台中市西屯区泰安国民小学 台中市西屯区大鵬国民小学 台中市西屯区協和国民小学 台中市西屯区大仁国民小学 台中市西屯区重慶国民小学 台中市西屯区何厝国民小学 台中市西屯区国安国民小学 台中市西屯区上石国民小学 台中市西屯区上安国民小学 台中市西屯区長安国民小学 |
| 特殊 | 1  | 台中市啓聡学校 |

## 歴代区長
| 代 | 氏名 | 任期 |
| -- | ---- | ---- |

## 交通

### 鉄道
台中捷運（メトロ、MRT）
- ■台中捷運緑線：文華高中駅 - 文心桜花駅 - 市政府駅
- ■台中捷運藍線（計画中）：東海別墅駅 - 栄総駅 - 台中工業区駅 - 朝馬駅 - 市政府駅

### 台中市レンタルサイクルサービス
iBike（台中市公共自転車）
2017年6月現在区内で27箇所にレンタルサイクル用のスタンドが開設されている。
- 市政府（文心楼）（繁体字中国語: 市政府（文心樓））【文心路二段645号】
- 秋紅谷【朝富路/朝馬路】
- 逢甲大学（逢甲大學）【福星路/逢甲路】
- 福星公園【宝慶街50巷/河南路二段301巷】
- 重慶公園【西屯路/天水西六街】
- 頂何厝【台湾大道/東興路】
- 新光/遠百【台湾大道/恵来路】
- 大隆東興路口【大隆路/東興路】
- 漢翔福星北路口【漢翔路/福星北路】
- 桜花野球場（櫻花棒球場）【桜花路/洛陽路】
- 国立台中文華高中（國立臺中文華高中）【文心路文華高中校門前】
- 青海逢甲路口【青海路/逢甲路】
- 上石公園【西屯路/上石北五巷】
- 市政公園停車場【市政北五路/恵中路】
- 台中国家歌劇院（臺中國家歌劇院）【恵民路/市政北六路】
- 潮洋環保公園【朝貴路/市府北二路】
- 西大墩公園【福科二路/青海南街】
- 大鵬国小（大鵬國小）【大鵬路/大鵬路59巷】
- 国安一号公園（國安一號公園）【国安一路/福林路】
- 三信公園【漢口路/河南路】
- 大仁公園【甘粛路/甘州六街】
- 協和停車場【安和西路/福玄路】
- 福科国民中学（福科國民中學）【西屯路/玉門路370巷】
- 世斌公園【永福路/福安路88巷】
- 上安公園【上安路/上仁街】
- 台湾大道王門路口（臺灣大道玉門路口）【台湾大道/玉門路】
- 台湾大道福林路口（臺灣大道福林路口）【台湾大道/福林路】

### 道路

#### 一般道路
- 台1乙線：中清路
- 台12線：台湾大道
- 市道125号：西屯区 - 南屯区 - 烏日区
- 市道127号：西屯区 - 南屯区 - 烏日区
- 市道136号
- 文心路
- 西屯路
- 市政路
- 青海路
- 福科路
- 中科路
- 環中路
- 東大路 (台中市)

#### 快速道路
- 台74線（台中都市環状線）：東西向快速道路、快官霧峰線、台中都市環状線

#### 国道
- 高速道路1号：大雅IC（174）、台中IC（178）

## 観光

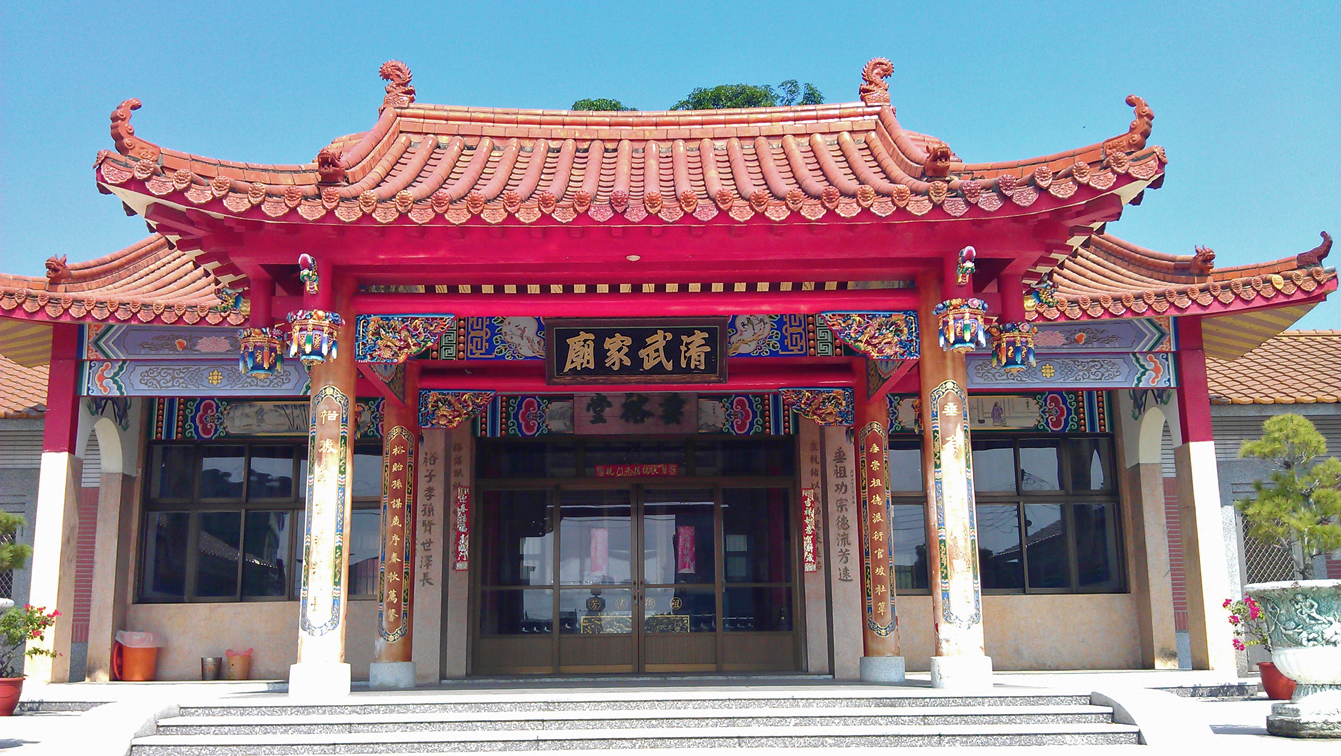
清武家廟垂裕堂

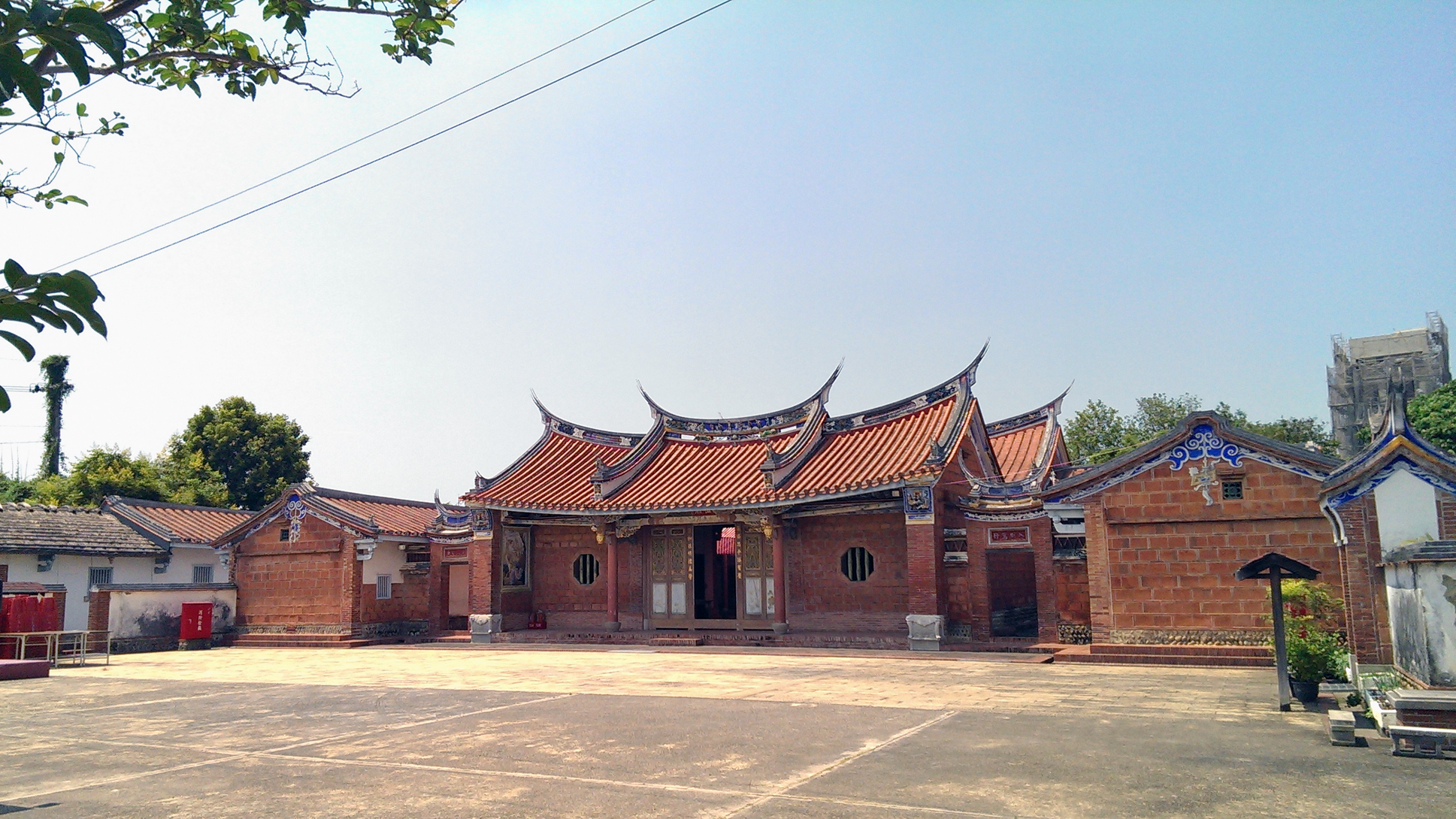
張家祖廟（発祥堂）

- 逢甲夜市
- 港尾里（中国語版）
- 港福宮
- 港尾勝玄宮
- 八張犁広興宮（中国語版）
- 何厝庄福寿宮（中国語版）
- 張家祖廟（中国語版）
- 張廖家廟（中国語版）
- 清武家廟垂裕堂（中国語版）
- 張廖大魚池烈美堂
- 台中大都会歌劇院
- 台中都会公園（中国語版）
- 台中中央公園（中国語版）
- 秋紅谷公園（中国語版）
- 恵来遺跡（中国語版）
- 路思義教堂（東海大学内）